# Dálmata (cão)
Dálmata(em croata: Dalmatinac) é uma raça de cães oriunda da região histórica da Dalmácia na Croácia, e conhecida por sua característica pelagem branca com pintas escuras. Originalmente utilizado para a caça de aves, foi também muito utilizado para acompanhar carruagens nobres na Inglaterra a partir do século XVII, por conta de sua aparência exótica e atleticismo.
A raça tornou-se mascote dos bombeiros, pois tradicionalmente a partir do final do século XVIII, quando os carros de bombeiros eram carroças puxadas por cavalos, começaram a utilizar cães de carruagem para acalmar os cavalos e abrir caminho na multidão, e como os dálmatas eram os cães de carruagem mais populares tornaram-se sinônimo de cães de bombeiros. Quando as pessoas avistavam esses cães e sua pelagem característica, já sabiam que os bombeiros viriam logo a seguir e tratavam de abrir caminho.

## Origem e história da raça

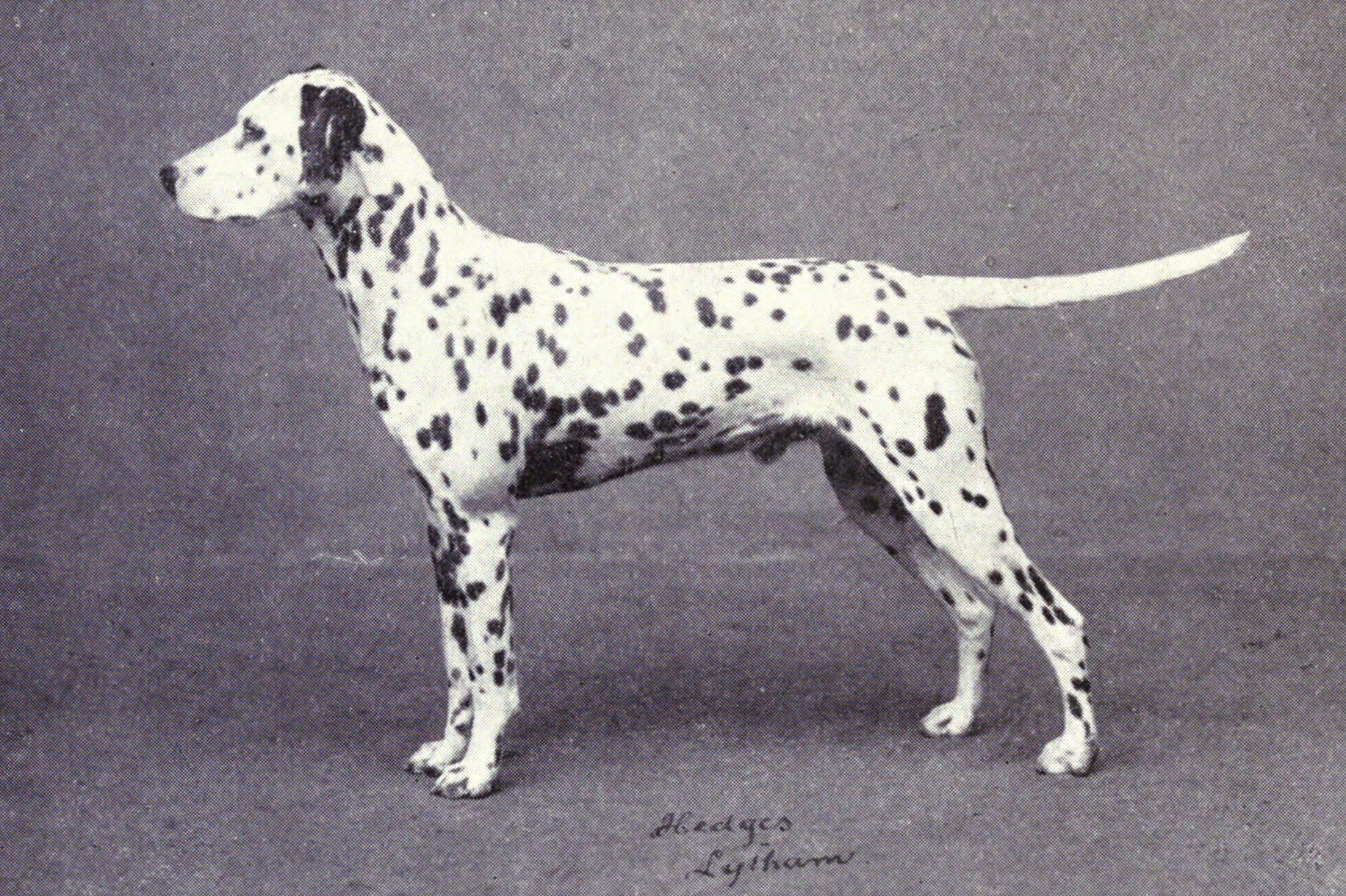
Cão Dálmata, 1915

Sua história é longamente conhecida no ocidente europeu desde, pelo menos, o século XVI, embora, suas origens mais remotas sejam ainda difíceis de identificar. Algumas inscrições encontradas em tumbas no Egito Antigo e inscrições rupestres na Grécia Antiga sugerem já haver o conhecimento de cães com pelagem similar e de porte longilíneo nessas regiões há alguns milhares de anos, ainda que essas imagens não sejam suficientes para assegurarem se tratar de ancestral direto do cão de hoje conhecido como dálmata, sua semelhança estética sugere algum parentesco mesmo que remoto.
Ainda sobre sua origem, a associação de criadores que se tornou mais popular refere-se ao nome da raça como oriundo da região da Dalmácia, região que abrange territórios das atuais Croácia, Bósnia, Herzegovina e Montenegro, na costa leste do mar Adriático e que consta do primeiro registro sobre a raça em 1780. Ele também foi conhecido como um cão turco, mas foi na Inglaterra que ele tornou-se distinto cão da nobreza que o utilizava para acompanhamento estilístico das carruagens. Foi levado aos EUA ainda no século XVIII, quando, em 1787, George Washington adquiriu uma fêmea acompanhante de carruagem como presente para sua esposa. O primeiro registro no kennel clube estadunidense da raça dálmata ocorreu em outubro de 1887, tratava-se de uma fêmea chamada Bessie.
Além desses usos estéticos da raça para acompanhar carruagens das nobrezas europeia e estadunidense, o dálmata foi muito usado também como cão de guarda de estábulos e cães de caça de aves na Inglaterra e outros países europeus. Graças à sua característica pelagem, os dálmatas tornaram-se famosos e figuraram na literatura e no cinema. Seu primeiro registro literário aparece em 1790 na publicação britânica de autoria de Thomas Bewick.
Em 1961, tem sua estreia no mundo do cinema na animação da Disney intitulada One Hundred and One Dalmatians e sua versão para cinema de 1996 os 101 Dálmatas.

## Características físicas
Fisicamente, o padrão definido pelo Kennel clube recomenda que os dálmatas machos tenham a altura da cernelha entre 56 e 62 centímetros e as fêmeas entre 54 e 60 centímetros. O peso do dálmata adulto pode variar, seu ideal é mediano, não excessivamente magro, mas com contornos de cintura e tórax marcados. Sua pelagem é curta, lisa, predominantemente branca com pintas pretas ou chocolate, sempre bicolores (cães com mais de duas cores são desclassificados). Os dois principais problemas de saúde são  perda auditiva e problemas renais. Outros problemas se tornaram preocupação geral do mercado de cães de portes médios e grandes embora não haja referência estatisticamente relevante de demais problemas de saúde nessa raça que estejam registrados na literatura científica (ver a esse respeito as referências bibliográficas a seguir). Sua personalidade é ativa, energética. Não é um cão recomendado para espaços limitados ou tutores com pouca disposição para atividades físicas e treinos.

## Temperamento
Criado para correr por muitos quilômetros, o dálmata tem uma empolgação incansável. Ele é um companheiro divertido e impaciente, que precisa de muito exercício em área segura para se comportar bem em casa. Ele ama correr e poder perambular por aí. Geralmente se dá bem com outros animais da casa. Ele pode ser teimoso. Devem ter socialização com pessoas e outros animais desde filhotes.

## Saúde
- Principais Preocupações: perda auditiva[21] e problemas renais[22][23][24]
- Preocupações Menores: hipotireoidismo,[25][26] demodicose[27][28][29][30]
- Vistos Ocasionalmente: CHD, vWD, epilepsia[31]
- Exames Sugeridos: teste de audição (BAER) e de displasia coxofemoral (exclusivamente por se tratar de raça de porte médio porque não há evidência estatística relevante desse problema na raça[32])
- Expectativa de vida: 12-15 anos[33]
- Observações: Uma deficiência comum no dálmata é a sua incapacidade de metabolizar ácido úrico em alantoína, o que gera a tendência a formar cálculos urinários (pedras renais).[34][35]

## Galeria

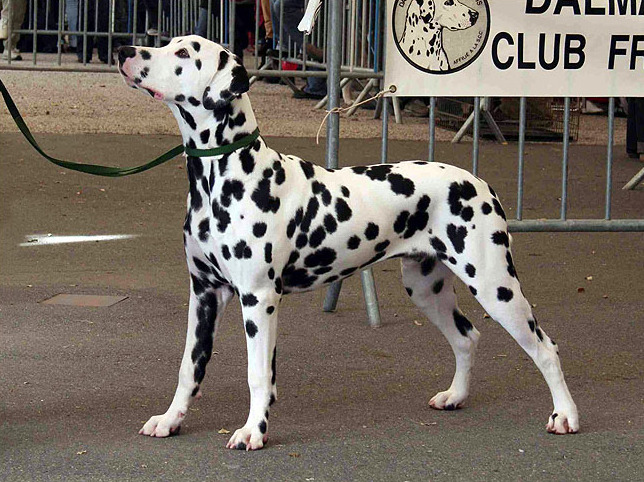
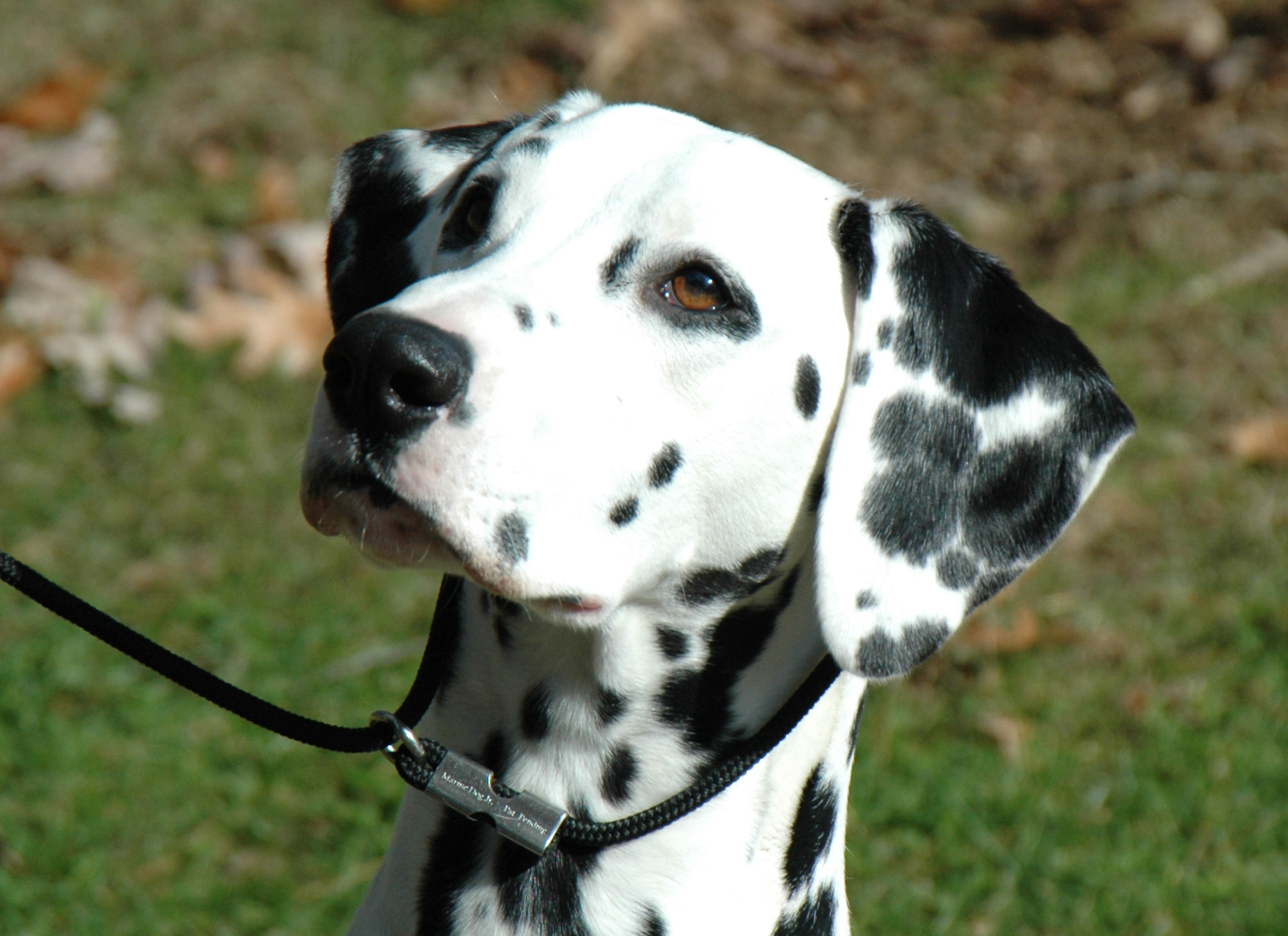
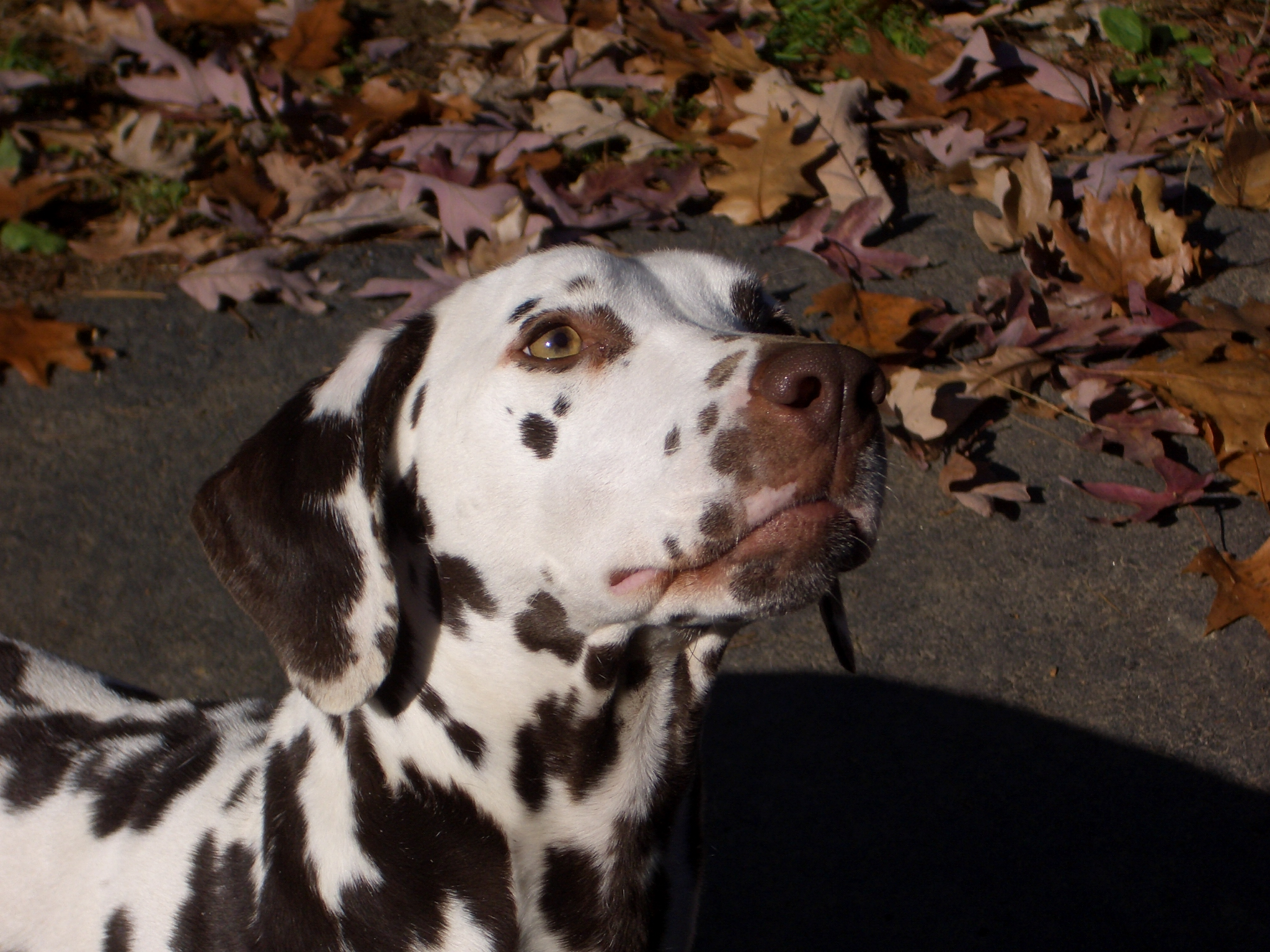
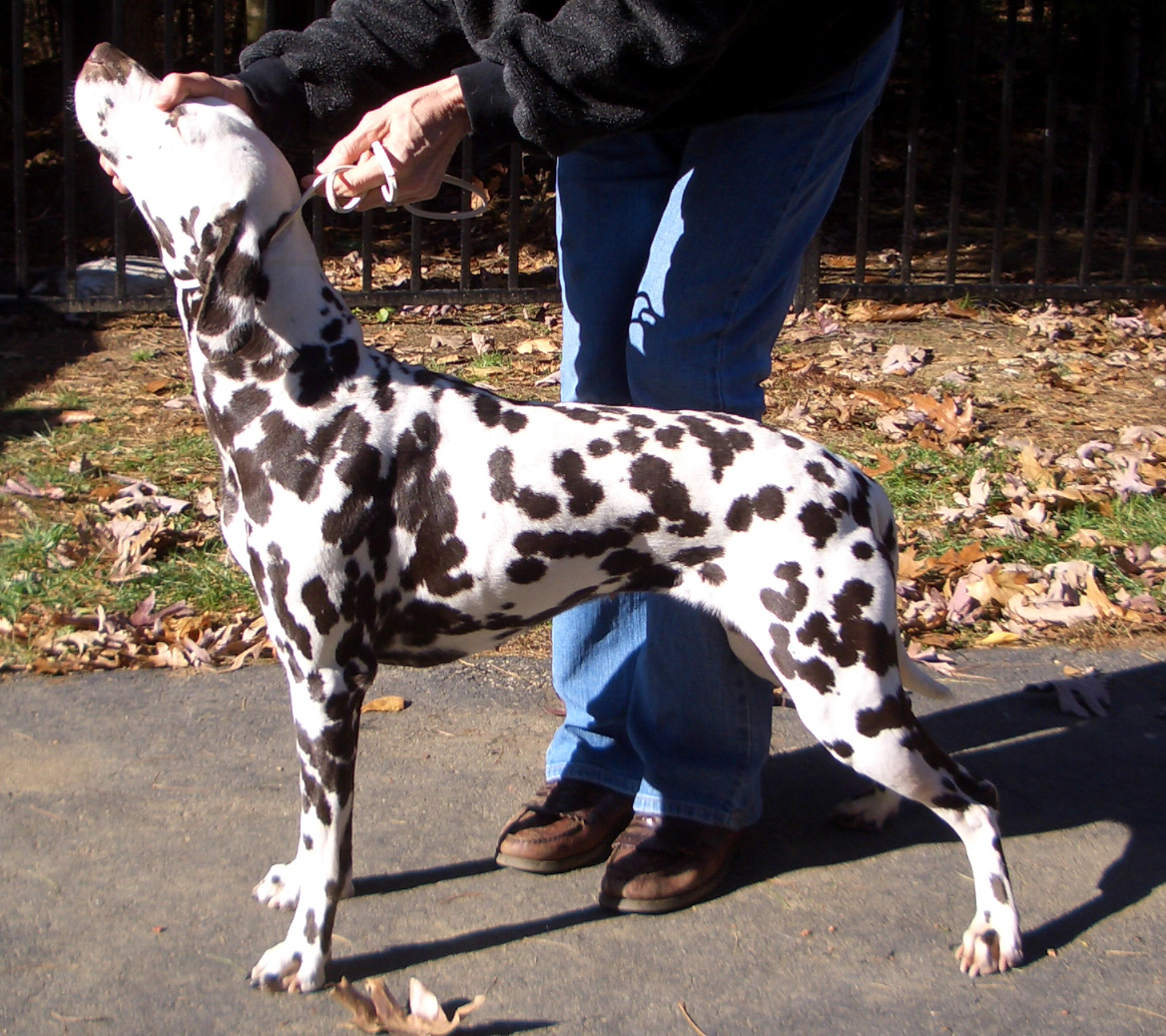
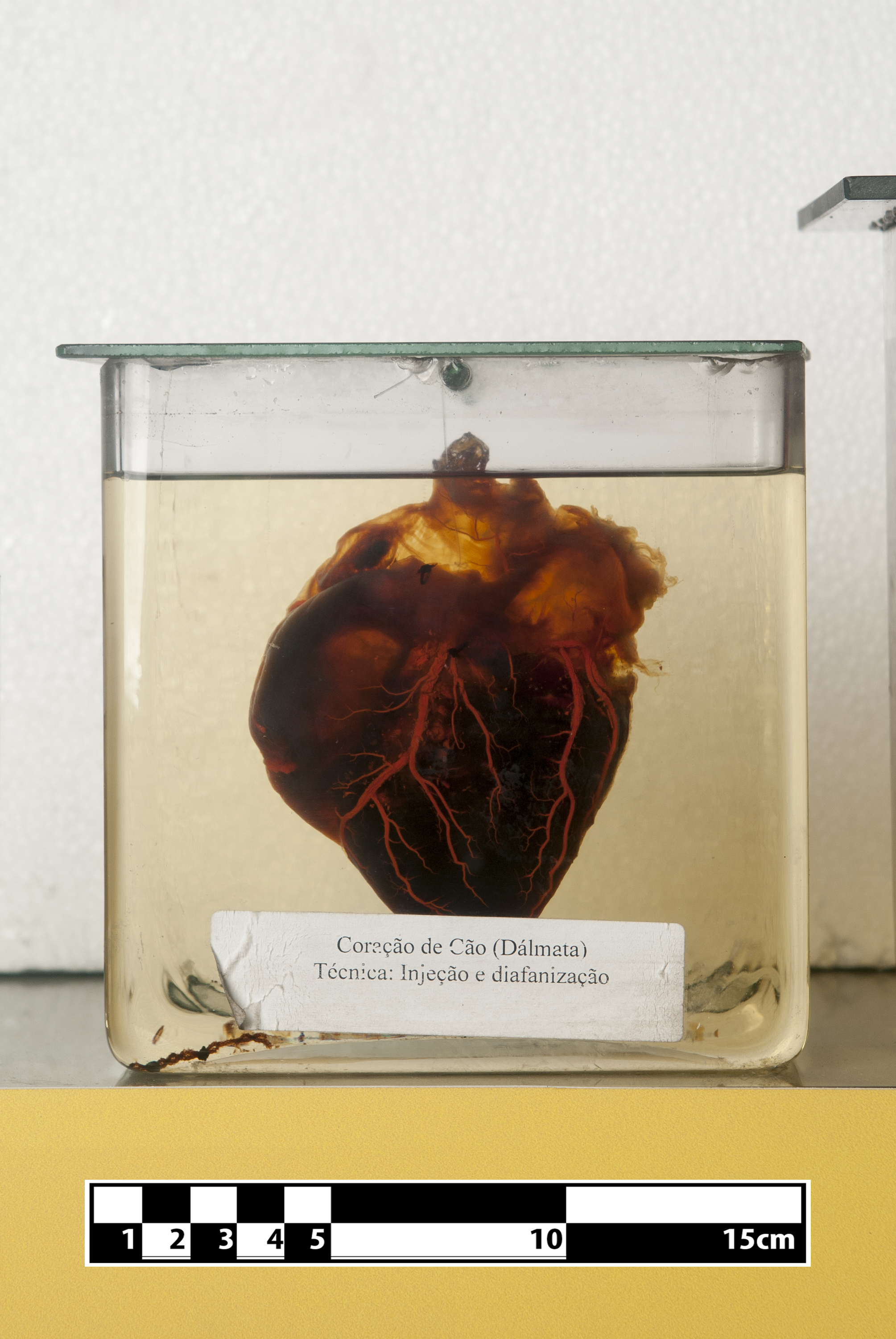
Coração de Dálmata. Em exposição no MAV/USP.